# Symbole astronomique

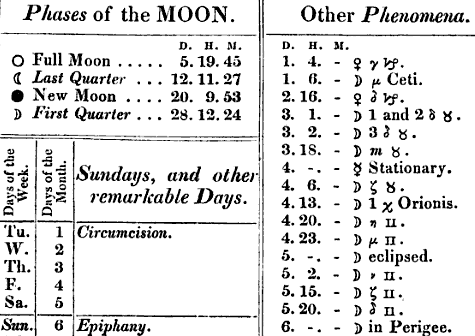
Cet extrait du Nautical Almanac de 1833 met en évidence l'usage de symboles astronomiques, dont ceux pour les phases de la lune, les planètes et les constellations du zodiaque.

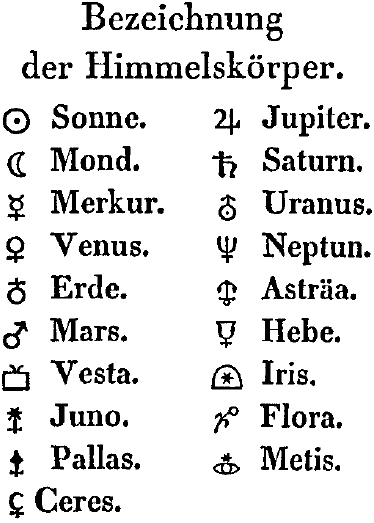
« Désignation des objets célestes » dans un almanach allemand de 1850.

Les symboles astronomiques sont des symboles utilisés pour représenter divers objets célestes, des positions particulières d'objets célestes ou certains événements propres à l'astronomie d'observation.

## Usage
Les formes les plus anciennes des symboles astronomiques actuels apparaissent sur des papyrus grecs de l'antiquité tardive. Les codex byzantins dans lesquels ils sont conservés continuent et étendent ensuite l'inventaire,. De nouveaux symboles sont introduits du XVIIIe au XXe siècle pour représenter les nombreuses planètes et objets mineurs découverts.
Tous ces symboles sont à une époque utilisés communément par les astronomes professionnels et amateurs, ainsi que par les astrologues. Bien qu'on les rencontre encore de nos jours dans les almanachs et les publications astrologiques, ils sont désormais peu fréquents dans les textes et publications astronomiques, à de rares exceptions comme les symboles solaires et terrestres apparaissant dans certaines constantes astronomiques et certains signes zodiacaux pour représenter les solstices et équinoxes.
Unicode assigne des codes à la plupart des symboles, principalement dans les sections « symboles divers » et « symboles divers et pictogrammes ».

## Symboles

### Soleil et Lune
L'usage de symboles astronomiques pour le soleil et la lune date de l'Antiquité. Ils apparaissent dans les papyrus d'horoscopes grecs sous la forme d'un cercle avec un rayon () pour le soleil et d'un croissant pour la lune. Le symbole solaire moderne, un cercle avec un point au centre (☉), apparaît en Europe  à la Renaissance.
Ces symboles sont également employés dans les textes alchimiques, le soleil représentant l'or, la lune l'argent, etc.
Dans l'usage académique moderne, le symbole solaire est utilisé pour les constantes relatives au soleil, comme la luminosité (L☉), la masse (M☉) et le rayon (R☉) solaires.
| Nom                    | Symbole | Encodage Unicode | Affichage Unicode | Signification                       |
| ---------------------- | ------- | ---------------- | ----------------- | ----------------------------------- |
| Soleil                 | ,       | U+2609           | ☉                 | Soleil                              |
| Soleil                 | [ 3 ]   | U+1F71A          | 🜚                 | Soleil avec un rayon                |
| Soleil                 | ,       | U+1F31E          | 🌞                | Visage du Soleil                    |
| Lune, premier quartier | ,       | U+263D           | ☽                 | Croissant de Lune, premier quartier |
| Lune, premier quartier | ,       | U+1F31B          | 🌛                | Croissant de Lune, premier quartier |
| Pleine lune            | ,       | U+1F315          | 🌕                |                                     |
| Pleine lune            | ,       | U+1F31D          | 🌝                |                                     |
| Lune, dernier quartier | ,       | U+263E           | ☾                 | Croissant de Lune, dernier quartier |
| Lune, dernier quartier | ,       | U+1F31C          | 🌜                | Croissant de Lune, dernier quartier |
| Nouvelle lune          | ,       | U+1F311          | 🌑                |                                     |
|                        | ,       | U+1F31A          | 🌚                |                                     |

### Planètes

Système solaire (représentation non réaliste) avec le symbole associé à chaque astre.

Des symboles pour les planètes classiques apparaissent dans les codex byzantins médiévaux dans lesquels d'anciens horoscopes sont conservés. Les symboles pour Mercure, Vénus, Jupiter et Saturne ont été rattachés aux formes trouvées dans les papyrus de l'Antiquité grecque tardive. Les symboles de Jupiter et Saturne sont identifiés comme monogrammes des noms grecs correspondants et celui de Mercure comme un caducée stylisé. Selon Annie Scott Dill Maunder, les antécédents des symboles planétaires sont utilisés dans l'art pour représenter les dieux associés aux planètes ; le planisphère de Bianchini, découvert au XVIIIe siècle par Francesco Bianchini, réalisé au IIe siècle, représente les personnifications grecques des dieux associées à des versions précoces des symboles : Mercure et son caducée, Vénus dont le collier est relié à un autre collier par une corde, Mars et sa lance, Jupiter et son bâton, Saturne et sa faux, le Soleil et un cercle muni de rayons, et la Lune et un croissant attaché à sa coiffure.

Un diagramme du Compendium d'Astrologie (Johannes Kamateros, XIIe siècle) montre le soleil représenté par un cercle avec un rayon, Jupiter par la lettre zêta (initiale de Zeus, équivalent de Jupiter dans la mythologie grecque), Mars par un bouclier et une lance, et les autres planètes par des symboles ressemblant aux symboles modernes sans les croix. Celles-ci apparaissent vers le XVIe siècle. Selon Maunder, il pourrait s'agir « d'une tentative de donner une saveur chrétienne aux symboles des vieux dieux païens ».

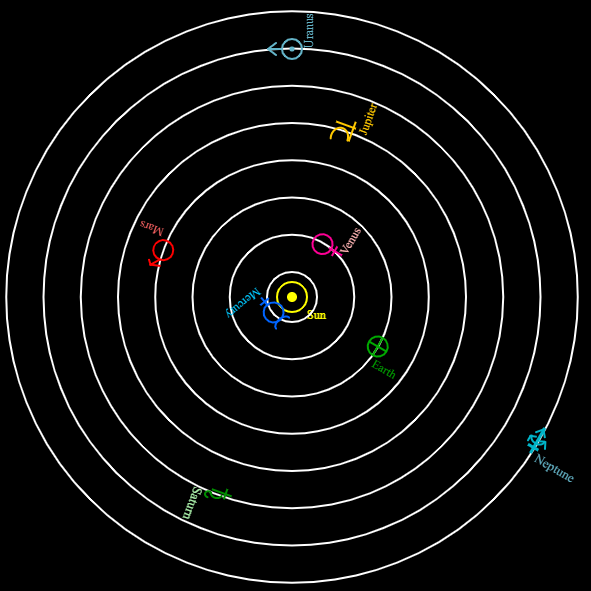
Système solaire avec symboles astrologiques.

Les symboles d'Uranus sont créés peu après sa découverte. Le premier, , inventé par Johann Gottfried Koehler et amélioré par Johann Elert Bode, représente le platine, métal alors récemment découvert. Celui-ci, couramment appelé « or blanc », est découvert mêlé à du fer ; son symbole combine ceux du fer, ♂, et de l'or, ☉,. Il combine ainsi également les symboles de Mars (♂) et du soleil (☉) : dans la mythologie grecque, Uranus représente les cieux et la puissance combinée de la lance de Mars et du Soleil. Un autre symbole, , est suggéré par Jérôme Lalande en 1784 ; dans une lettre à William Herschel, il le décrit comme « un globe surmonté par la première lettre de votre nom ».
Plusieurs symboles sont proposés pour Neptune en même temps que des noms pour la planète. Revendiquant sa découverte, Urbain Le Verrier propose à l'origine le nom « Neptune  » et un trident comme symbole en affirmant de façon erronée qu'ils sont approuvés par le Bureau des longitudes. En octobre, il cherche à nommer la planète « Leverrier », avec le soutien du directeur de l'observatoire François Arago, qui propose un autre symbole (). Cette suggestion rencontre une forte résistance en dehors de France ; des almanachs français réintroduisent rapidement le nom « Herschel » pour Uranus, du nom de son découvreur William Herschel, et « Leverrier » pour la nouvelle planète. James Pillans (en) de l'Université d'Édimbourg défend le nom « Janus » et propose une clé comme symbole. Struve présente le nom « Neptune » à l'Académie des sciences de Russie le 29 décembre 1846. En août 1847, le Bureau des longitudes annonce qu'il suit la pratique astronomique habituelle et adopte le nom « Neptune », Arago ne participant pas à cette décision.
L'Union astronomique internationale déconseille l'usage de ces symboles dans les publications scientifiques. Dans certains cas, comme les en-têtes de tables, le manuel de style de l'UAI préconise une ou deux lettres comme abréviation. En pratique, seul le symbole de la Terre reste couramment utilisé de nos jours (principalement en indice des symboles de grandeur, par exemple M⊕), tandis que les autres planètes ont leur nom abrégé en une ou deux lettres.
| Nom     | Abréviation UAI | Symbole | Encodage Unicode | Affichage Unicode | Signification |
| ------- | --------------- | ------- | ---------------- | ----------------- | --- |
| Mercure | Me              | ,       | U+263F           | ☿                 | Casque ailé et caducée de Mercure ou simplement le caducée,                                                                  |
| Vénus   | V               | ,       | U+2640           | ♀                 | Miroir de Vénus, |
| Terre   | E               | ,       | U+2641           | ♁                 | Orbe ou symbole inversé de Vénus                                                                                             |
| Terre   | E               | ,       | U+1F728          | ⴲ                 | Globe terrestre avec équateur et méridien,                                                                                   |
| Mars    | Ma              | ,       | U+2642           | ♂                 | Lance et bouclier de Mars,                                                                                                   |
| Jupiter | J               | ,       | U+2643           | ♃                 | Foudre ou aigle de Jupiter, ou la lettre grecque zêta ou Z pour Zeus, le dieu grec analogue à Jupiter,                       |
| Saturne | S               | ,       | U+2644           | ♄                 | Faucille ou faux de Saturne,                                                                                                 |
| Uranus  | U               | ,       | U+26E2           | ⛢                 | Flêche montrant Uranus |
| Uranus  | U               | ,       | U+2645           | ♅                 | H de William Herschel. |
| Neptune | N               | ,       | U+2646           | ♆                 | Trident de Neptune |
| Neptune | N               | ,       | U+2BC9           | ⯉                 | Globe surmonté des lettres L et V d'Urbain Le Verrier, (plus courant dans la littérature ancienne, principalement française) |

### Planètes mineures

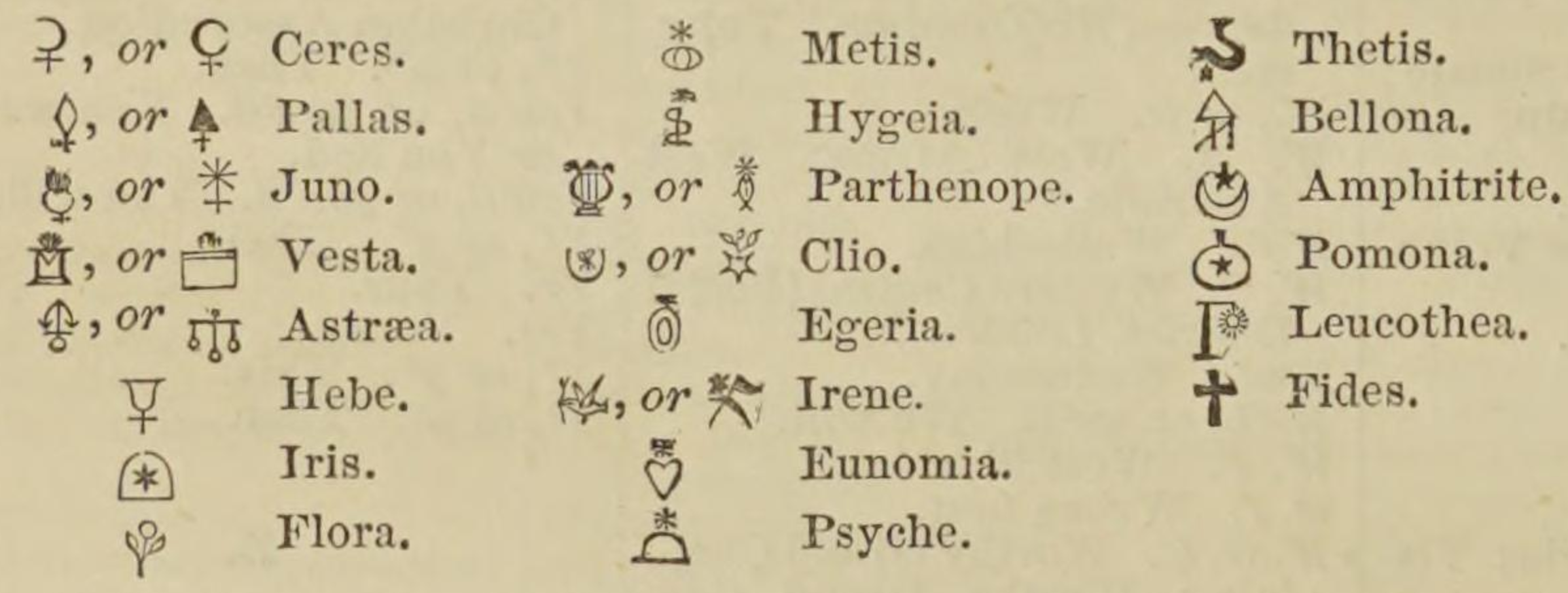
Liste de symboles pour les corps célestes de la ceinture principale d'astéroïdes. Version de 1864.

À la suite de la découverte de Cérès par Giuseppe Piazzi, une faucille est choisie comme symbole.
Le symbole pour Pallas, la lance de Pallas Athena, est inventé par Franz Xaver von Zach et introduit dans sa Monatliche Correspondenz zur beförderung der erd- und himmels-kunde. Dans une lettre à von Zach, le découvreur Heinrich Olbers l'approuve mais souhaite que le manche de la faucille de Cérès soit décoré d'un pommeau plutôt qu'une croix, pour mieux le différencier de Vénus.
Karl Ludwig Harding, découvreur de Junon, propose ce nom et l'usage d'un sceptre surmonté d'une étoile comme symbole astronomique.
Le symbole pour Vesta est inventé par Carl Friedrich Gauss, à l'initiative d'Heinrich Olbers ; il choisit de nommer l'astéroïde du nom de la déesse Vesta et dessine le symbole ⚶ () en conséquence : l'autel de la déesse, le feu sacré (en) brûlant dessus,. Certains contemporains utilisent un symbole plus élaboré (,).
Les deux astéroïdes suivants, Astrée et Hébé, sont découverts par Karl Ludwig Hencke. Il demande que le symbole pour Astrée soit une ancre renversée ; une paire de balances est parfois utilisée à la place,. Gauss nomme Hébé à la demande d'Hencke et choisit un verre de vin comme symbole,.
Des symboles sont créés au fur et à mesure des découvertes d'astéroïdes. Iris reçoit le symbole d'un arc-en-ciel et d'une étoile : Flore, une fleur ; Métis, un œil et une étoile ;  Hygie, un serpent dressé avec une étoile sur la tête ; Parthénope, un poisson dressé et une étoile ; Victoria, une étoile surmontée d'une branche de laurier ; Égérie, un bouclier ; Irène, une colombe portant une branche d'olivier, la tête surmontée d'une étoile ; Eunomie, un cœur surmonté d'une étoile ; Psyché, une aile de papillon munie d'une étoile ; Thétis, un dauphin avec une étoile ; Melpomène, une dague au-dessus d'une étoile ; Fortune, une étoile surmontant une roue de la Fortune.
Johann Franz Encke introduit un changement majeur dans le Berliner Astronomisches Jahrbuch de 1854 (publié en 1851) : des nombres entourés d'un cercle aulieu de symboles à partir d'Astrée, les quatre premiers astéroïdes continuant à être notés par leurs symboles traditionnels. Cette innovation est rapidement adoptée par la communauté astronomique. En 1852, Astrée est décalée au numéro 5, mais les astéroïdes Cérès à Vesta ne seront référencés par leur ordre de découverte qu'à partir de l'édition de 1867. Le cercle est par la suite transformé en parenthèses, celles-ci étant d'ailleurs parfois omises dans les décennies suivantes.
Quelques astéroïdes reçoivent un symbole par la suite. Proserpine, Bellone, Leucothée et Fidès, découverts par Karl Theodor Robert Luther, se voient attribuer respectivement une grenade avec une étoile à l'intérieur, une fouet et une lanche, un phare antique et une croix. Amphitrite, découvert par Albert Marth, reçoit une coquille comme symbole.
Le nom et le symbole de Pluton sont annoncés par ses découvreurs le 1er mai 1930. Le symbole, un monogramme des lettres PL, peut être interprété comme « Pluton » ou « Percival Lowell », l'astronome qui lança la quête d'une planète au-delà de Neptune à l'Observatoire Lowell.
| Nom        | Symbole  | Encodage Unicode | Affichage Unicode | Signification                                                                       |
| ---------- | -------- | ---------------- | ----------------- | ----------------------------------------------------------------------------------- |
| Cérès      | ,        | U+26B3           | ⚳                 | Faucille renversée                                                                  |
| Pallas     | [ 37 ]   | U+26B4           | ⚴                 | Lance,                                                                              |
| Junon      | ,        | U+26B5           | ⚵                 | Sceptre surmonté d'une étoile                                                       |
| Junon      | ,        |                  |                   | Sceptre surmonté d'une étoile                                                       |
| Vesta      | [ 39 ]   |                  |                   |                                                                                     |
| Vesta      | Vesta    | U+26B6           | ⚶                 | Autel surmonté d'un feu                                                             |
| Vesta      | ,        |                  |                   |                                                                                     |
| Astrée     | ,        |                  |                   | Ancre                                                                               |
| Astrée     | [ 65 ]   |                  |                   | Paire de balances,                                                                  |
| Hébé       | ,        | U+1F377          | 🍷                | Verre de vin                                                                        |
| Iris       | ,        |                  |                   | Arc-en-ciel avec une étoile à l'intérieur                                           |
| Flore      | ,        | U+2698           | ⚘                 | Fleur                                                                               |
| Métis      | ,        |                  |                   | Œil surmonté d'une étoile                                                           |
| Hygie      | ,        |                  |                   | Serpent et étoile                                                                   |
| Hygie      | ,        | U+2695           | ⚕                 | Bâton d'Asclépios                                                                   |
| Parthénope | ,        |                  |                   | Poisson et étoile                                                                   |
| Parthénope | [ 65 ]   |                  |                   | Harpe                                                                               |
| Victoria   | ,        |                  |                   | Étoile et branche de laurier                                                        |
| Égérie     | [ 56 ]   |                  |                   | Bouclier                                                                            |
| Irène      | [ 65 ]   |                  |                   | Colombe portant un rameau d'oliver dans sa bouche, à la tête surmontée d'une étoile |
| Eunomie    | ,        |                  |                   | Cœur surmonté d'une étoile                                                          |
| Psyché     | [ 56 ]   |                  |                   | Aile de papillon et étoile                                                          |
| Thétis     | [ 55 ]   |                  |                   | Dauphin et étoile                                                                   |
| Melpomène  | [ 56 ]   |                  |                   | Dague surmontant une étoile                                                         |
| Fortune    | [ 56 ]   |                  |                   | Étoile surmontant une roue                                                          |
| Proserpine | [ 57 ]   |                  |                   | Grenade avec une étoile au centre                                                   |
| Bellone    | [ 58 ]   |                  |                   | Fouet et lance                                                                      |
| Amphitrite | [ 68 ]   |                  |                   | Coquillage                                                                          |
| Leucothée  | [ 59 ]   |                  |                   | Ancien phare                                                                        |
| Fidès      | [ 60 ]   |                  |                   | Croix latine aux extrémités élargies et arrondies,                                  |
| Pluton     | ,        | U+2647           | ♇                 | Monogramme PL                                                                       |
| Pluton     | [ 69 ]   | U+2BD3           | ⯓                 | bident et bonnet de Pluton.                                                         |
| Pluton     |          | U+2BD4           | ⯔                 | symbole du sud de l'Europe                                                          |
| Pluton     |          | U+2BD6           | ⯖                 | symbole du nord de l'Europe                                                         |
| Éris       | [ 69 ]   | U+2BF0           | ⯰                 |                                                                                     |
| Haumea     | [ 69 ]   | U+1F77B          | 🝻                 |                                                                                     |
| Makemake   | [ 69 ]   | U+1F77C          | 🝼                 |                                                                                     |
| Gonggong   | Makemake | U+1F77D          | 🝽                 |                                                                                     |
| Quaoar     | Quaoar   | U+1F77E          | 🝾                 |                                                                                     |
| Orcus      | Orcus    | U+1F77F          | 🝿                 |                                                                                     |
| Sedna      | [ 70 ]   | U+2BF2           | ⯲                 |                                                                                     |

### Zodiaque
Les symboles du zodiaque ont plusieurs interprétations. Selon le contexte, un symbole zodiacal peut noter une constellation, un signe ou un point de l'écliptique.
Les listes de phénomènes astronomiques publiés par les éphémérides incluent quelquefois les conjonctions d'étoiles et de planètes ; plutôt que d'écrire le nom complet de l'étoile, une lettre grecque et le symbole de la constellation de l'étoile sont parfois employés,. Dans l'usage scientifique moderne, toutes les constellations — dont celles du zodiaque — disposent d'une abréviation de trois lettres.
En astronomie, un signe est une unité de mesure d'arc désormais obsolète, égale à 30°,. La longitude écliptique était ainsi mesurée en signes, degrés, minutes et secondes. Le signe était exprimé par un nombre de 0 à 11 ou par le symbole correspondant.
Les symboles du zodiaque sont parfois utilisés pour représenter des points sur l'écliptique, chaque symbole représentant le « premier point » de chaque signe. Ainsi, Bélier ♈︎ est l'équinoxe vernal, Cancer ♋︎ le solstice d'été, etc.,
| Nom        | Abréviation UAI | Symbole | Encodage Unicode | Affichage Unicode |
| ---------- | --------------- | ------- | ---------------- | ----------------- |
| Bélier     | Ari             |         | U+2648           | ♈︎                |
| Taureau    | Tau             |         | U+2649           | ♉︎                |
| Gémeaux    | Gem             |         | U+264A           | ♊︎                |
| Cancer     | Cnc             |         | U+264B           | ♋︎                |
| Lion       | Leo             |         | U+264C           | ♌︎                |
| Vierge     | Vir             |         | U+264D           | ♍︎                |
| Balance    | Lib             |         | U+264E           | ♎︎                |
| Scorpion   | Sco             |         | U+264F           | ♏︎                |
| Ophiuchus  | Oph             |         | U+26CE           | ⛎︎                |
| Sagittaire | Sgr             |         | U+2650           | ♐︎                |
| Capricorne | Cap             |         | U+2651           | ♑︎                |
| Verseau    | Aqr             |         | U+2652           | ♒︎                |
| Poissons   | Psc             |         | U+2653           | ♓︎                |

### Autres symboles
Les symboles pour les aspects et les nœuds apparaissent dans les textes médiévaux, leur usage diffère toutefois de l'usage moderne ; ☊ représente alors un nœud ascendant, ☋ un nœud descendant. En décrivant les éléments d'une orbite, ☊ note parfois la longitude écliptique du nœud ascendant, bien qu'il soit plus courant d'utiliser Ω (lettre grecque oméga majuscule), à l'origine un substitut typographique.
Les symboles des aspects apparaissent dans les codex byzantins. Des cinq aspects ptolémaïques, seuls trois sont utilisés en astronomie : conjonction, opposition et quadrature. Leur usage a disparu à l'époque contemporaine.
Les symboles pour comète (☄) et étoile () ont été utilisés dans des publications d'observations de comètes. Dans les tables correspondantes, ☄ symbolise la comète et  l'étoile de référence pour sa position.
| Nom             | Symbole | Encodage Unicode | Affichage Unicode |
| --------------- | ------- | ---------------- | ----------------- |
| Nœud ascendant  | ,       | U+260A           | ☊                 |
| Nœud descendant | ,       | U+260B           | ☋                 |
| Conjonction     | ,       | U+260C           | ☌                 |
| Opposition      | ,       | U+260D           | ☍                 |
| Occultation     |         | U+1F775          | 🝵                 |
| Éclipse lunaire |         | U+1F776          | 🝶                 |
| quadrature      | ,       | U+25A1           | □                 |
| Comète          | ,       | U+2604           | ☄                 |
| Étoile          | ,       | U+2605           | ★                 |